# Галяшор
Не путать с Галяшер — существующей деревней в Юсьвинском районе Пермского края.
Галяшор — несуществующий населённый пункт в Кудымкарском районе Пермского края.

## География
Располагался в 31 км северо-восточнее Кудымкара.

## История
Образован в 1932 году как производственный посёлок Мелехинского сельсовета, и в нём поселились колхозники из неперспективных деревень и промпереселенцы (литовцы, белорусы, карело-финны). Основной работой поселенцев была заготовка леса.
В 1945 году в Галяшор прибыли около 60, по другим данным около 80 литовских и польских семей. На тот момент прибывшие из Литвы составляли большинство населения посёлка. Жили в казармах, встроенных из добываемого леса. Голодая, многие люди умерли, были убиты или ранены во время работы в лесу. В 1957 году многие литовцы вернулись в Литву, поляки также уехали в Польшу.
В 1963 году Мелехинский сельсовет был поделён на Велвинский и Новоселовский сельсоветы. Галяшор вошёл в состав Велвинского сельсовета.
Приезжие полностью покинули посёлок к 1970 году, а местные жители переехали в Велва-Базу. В Галяшоре похоронены около 25 человек депортированных из Литвы. Родственники погибших в 1989 году посетили эти места и на кладбище возвели металлический крест. Во время экспедиции литовцев в 1988—1991 годов останки многих из погибших были доставлены в Литву.